# Grotte de Royston

La grotte de Royston est une cavité artificielle située à Royston, dans l'Hertfordshire, en Angleterre. Selon les spéculations, elle aurait été utilisée par les templiers, sans qu'aucune preuve ne puisse confirmer cette hypothèse locale. Une autre théorie fait remonter la première utilisation de la grotte au Néolithique, époque à laquelle elle aurait servi de mine de silex.

## Description

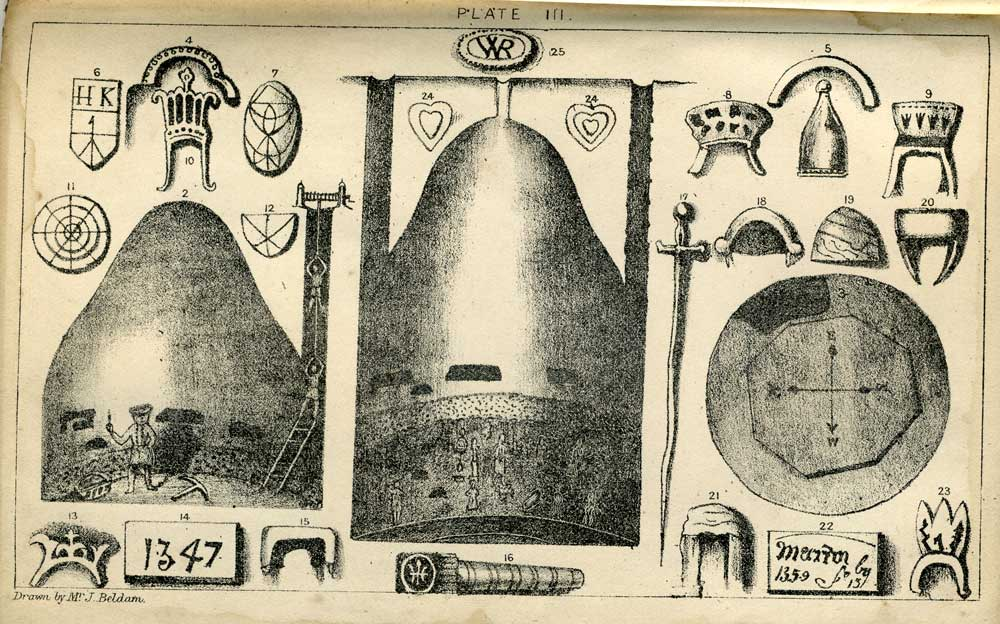
Plaque n°III, extraite du livre de Joseph Beldam, The Origins and Use of the Royston Cave, 1884, montrant la forme et le sol de la grotte.

La grotte de Royston est une chambre circulaire en forme de cloche. Elle mesure 8 mètres de hauteur et 5 mètres de diamètre, avec une estrade octogonale. Une théorie suppose que la grotte était divisée en deux étages par un plancher de bois. L'origine de cette cavité est inconnue. Cette grotte est unique en Grande-Bretagne (si ce n'est dans le monde) en raison des nombreux bas-reliefs qui ornent ses murs. Ils ont pour la plupart des thèmes païens, mais on pense que certains représentent Sainte Catherine, Saint Laurent, et Saint Christophe.

## Lien avec l'Ordre du Temple
On suppose que la grotte de Royston a été utilisée par les templiers, avant que le pape Clément V ne supprime l'ordre en 1312 par la bulle Vox in excelso. Les moines-soldats tenaient un marché hebdomadaire à Royston entre 1199 et 1254; ils venaient depuis leur commanderie de Baldock, sise à 15 kilomètres au sud-ouest de Royston, et auraient demandé à disposer d'un entrepôt frais ainsi que d'une chapelle pour faire leurs dévotions. Deux personnages sculptés proches l'un de l'autre et près d'une section endommagée pourraient être les restes d'un symbole templier figurant sur les sceaux de l'ordre : deux chevaliers montant un même cheval.

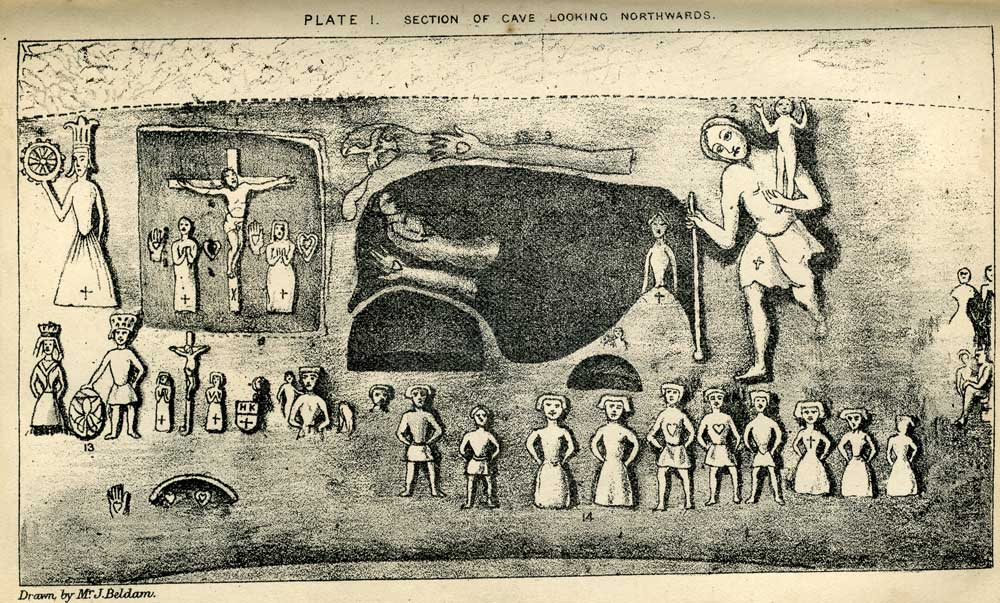
Plaque n°I, extraite du livre de Joseph Beldam, The Origins and Use of the Royston Cave, 1884, montrant quelques-uns des nombreux bas-reliefs.

## La redécouverte
Bien que l'origine de la grotte soit inconnue, l'histoire de sa redécouverte est bien documentée. En août 1742, un ouvrier creusa un trou dans Butter Market pour installer les fondations d'un nouveau banc pour les marchands et leurs clients. Il mit au jour ce qui ressemblait à une meule ; il creusa autour de l'étrange pierre pour la déterrer, et découvrit un puits descendant, creusé dans le sol de craie.
Au moment de la découverte, plus de la moitié de la cavité était remplie de terre. La rumeur disait qu'il y avait un trésor caché au fond de la grotte. Plusieurs charretées de terre furent extraites avant que le soubassement de la grotte ne soit atteint. La terre restante fut dispersée car on pensait qu'elle n'avait aucune valeur, mais c'est fort dommage car elle recelait quelques os et des morceaux de poterie. L'archéologie moderne aurait sans doute été en mesure de lever certains des secrets entourant cet endroit.
L'emplacement de la grotte est en lui-même intéressant, puisqu'elle se trouve sur le trajet de la via Icenia, une voie qui traversait le sud de la Grande-Bretagne d'ouest en est et qui existait déjà à l'époque pré-romaine .
De nos jours, l'entrée ne se fait plus par l'ouverture originelle, mais par un passage creusé en 1790. Il est toujours possible d'admirer les sculptures, qui sont pratiquement en aussi bon état qu'au moment de leur réalisation, il y a environ 800 ans.
C'est dans ce lieu que fut créée le 22 août 1992 l'Association psychogéographique de Londres (en anglais : London Psychogeographical Association, LPA) se voulant la réactivation de l'éphémère et fantomatique Comité psychogéographique de Londres de Ralph Rumney, un des trois groupes ayant contribué à la fondation de l'Internationale situationniste le 28 juillet 1957 à Cosio di Arroscia en Ligurie.

## Les sculptures médiévales

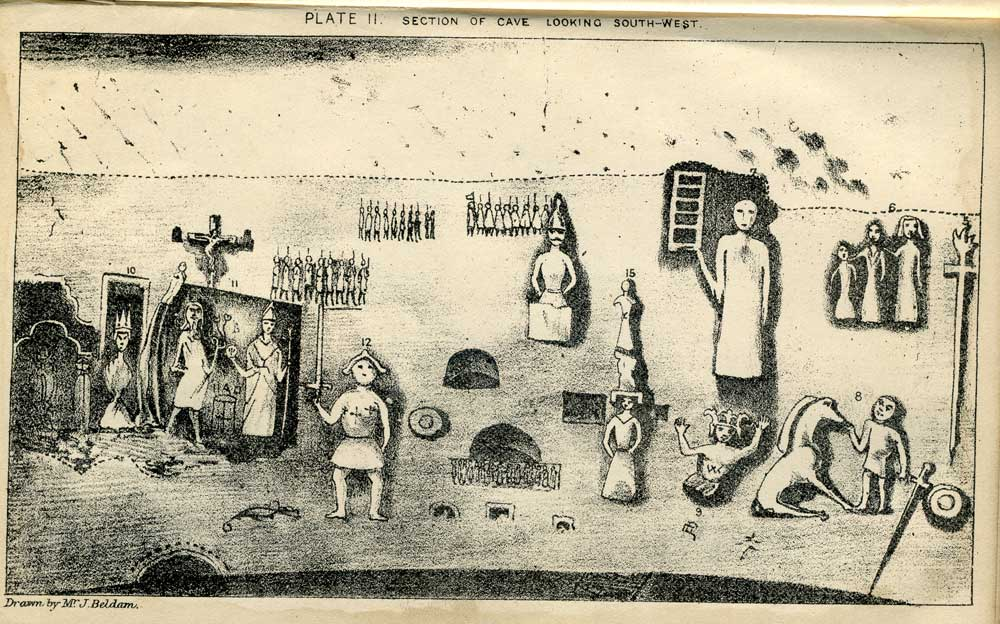
Plaque n°II, extraite du livre de Joseph Beldam, The Origins and Use of the Royston Cave, 1884, montrant des sculptures supplémentaires.

On pense que ces sculptures étaient colorées à l'origine, car de petites traces de peinture subsistent. Pour une grande partie, elles représentent des scènes religieuses. Parmi elles, on peut trouver la Crucifixion, ainsi que diverses représentations de Saints.
Saint Laurent est représenté tenant la grille de fer sur laquelle il fut martyrisé. Un personnage couronné tenant une roue serait une représentation de Sainte Catherine. Un large personnage avec un bâton et un enfant sur les épaules serait Saint Christophe. Un autre personnage avec une épée brandie pourrait être Saint Georges ou Saint Michel, patron des templiers et figure récurrente chez les chrétiens. Un autre symbole à la limite du religieux présent dans la grotte de Royston est la représentation d'une femme nue assimilée à une Sheela Na Gig.
Les parois de la grotte sont en outre creusées de nombreux trous, parfois situés juste sous les sculptures, ce qui laisse à penser qu'ils servaient à maintenir des bougies ou des lampes éclairant les bas-reliefs.
La datation de ces sculptures est incertaine, ce qui renforce leur intérêt et offre au visiteur la possibilité d'émettre ses propres hypothèses sur leur origine. La grotte est en effet ouverte au public pendant la période estivale.

## Autres ouvrages
- (en) Sylvia Beamon MA (Cantab), The Royston Cave, Used by Saints or Sinners?, 1992.  (ISBN 0-904378-40-3)
- (en) Peter T. Houldcroft FEng., A Pictorial Guide to the Royston Cave, 1998, édité par la Royston and District History Society.
- (en) Peter T. Houldcroft FEng., The Medieval Structure Within Royston Cave, édité par la Royston and District History Society.
- (en) Sylvia Beamon and Lisa G Donel, An Investigation of Royston Cave, Camb. Antiq. 68, 1978.